# Drechsel (Adelsgeschlecht)

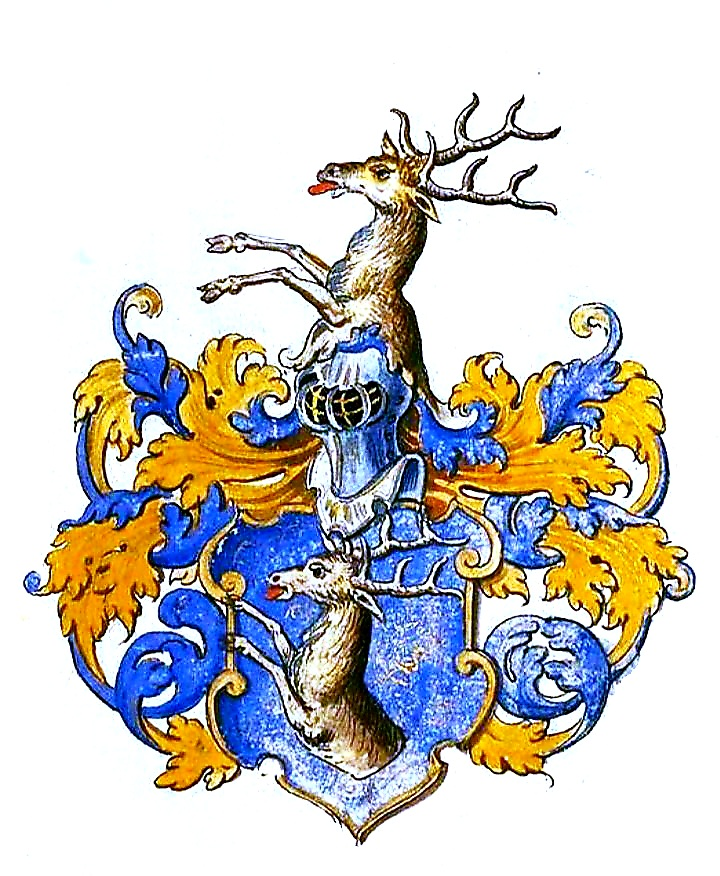
Stammwappen der Drechsel (1587)

Die Familie Drechsel (auch: Drechsel auf Teuffstetten bzw. Drechsel auf Deuf(f)stetten) zählte zu den ältesten Patrizier-Familien der ehemaligen Freien Reichsstadt Dinkelsbühl. Nach Gotha ist die erste Erwähnung im 14. Jahrhundert mit Hermann Drechsel. Das vermutliche Stammhaus findet sich als Drechsel Haus in Dinkelsbühl. Die Familie besaß schon damals mehrere Güter in der Nähe von Dinkelsbühl, diese waren teilweise Lehen vom Stift Comburg.

## Geschichte
Die Familie Drechsel war auch seit dem 16. Jahrhundert Besitzer des reichsunmittelbaren reichsritterschaftlichen Gutes Deufstetten, aus diesem Grund gehörten die Drechsel der Freien Reichsritterschaft des Kantons Kocher in Schwaben an. Das bei Dinkelsbühl gelegene Gut Deufstetten war zuvor im Besitz der Familien Donner und Buck. Die Familie Buck soll auch den Weiler Buckenweiler gegründet haben.
Hans Drechsel der Ältere, Bürgermeister von Dinkelsbühl, erscheint 1440 als Herr auf Deufstetten, ein Peter Drechsel soll das dortige Schloss erbaut haben, Johann Drechsel kaufte die Zehenten von Buckenweiler von einem Hieroni aus Berlin und wurde vom Stift Comburg belehnt (1529). Im 16. Jahrhundert ließ sich Melchior Drechsel in den Verband der reichsunmittelbaren Ritterschaft des Cantons Kocher aufnehmen und machte dann den Ort Deufstetten reichsunmittelbar. Diese Eigenschaft wurde von den benachbarten Herrschaften Öttingen, Ansbach, Ellwangen häufig bestritten, was zu vielen Prozessen führte, welche aber alle zu Gunsten der Ortsherrschaft entschieden wurden. Deufstetten verlor seine Reichsunmittelbarkeit erst 1796 durch Preußen. Er kam dann in Folge der Abtretung des Markgrafentums Ansbach an Bayern unter bayerische und dann durch eine Grenzregulierung im Jahr 1810 unter württembergische Landeshoheit. Die Familie Drechsel besaß den Ort bis gegen Ende des 17. Jahrhunderts. Als zu dieser Zeit das Schloss abbrannte, verkaufte sie das Gut an einen Freiherrn von Rüdingsfels, nach dessen Tode kam dasselbe an den Ritterhauptmann von Holz und von diesem erkaufte es der damalige württembergische Geheime Rat nachherige königlich preußische Minister Freiherr von Pfeil. Über dessen Tochter Dorothea Marie Magdalene gelangte es an seinen Schwiegersohn Alexander von Seckendorff-Gutend (1744–1809).
Hans Drechsel III. wurde 1540 mit dem Gut belehnt und war ebenfalls wie mehrere seiner Vorfahren Bürgermeister von Dinkelsbühl. Er hatte fünf Söhne: Wolf († 1540), Melchior, Tory, Walther und Peter. Tory hatte nur ein Kind, namens Ludwig, das ohne Nachkommen starb, während die anderen drei Brüder die Stammreihe fortsetzten und das Geschlecht in drei Linien teilten. Melchior Drechsel war Dr. juris des Pfalzgrafen Friedrich, Rat und nachher kaiserlicher Kammergerichts Assessor. Derselbe wurde vom Kaiser Karl V. in Brüssel am 14. April 1556 mit Diplom in den Reichsadelstand erhoben. Die Standeserhebung wurde vom Kaiser Rudolf II. (HRR) in Prag mit Diplom vom 14. Mai 1579 auf Melchiors Brüder Walther – ebenfalls Dr. juris unter dem Herzog Wolfgang von Neuburg und Zweibrücken Hofrat gewesen und zuletzt Kanzler des Pfalzgrafen Philipp Ludwig – sowie Peter – Stadtamtmann von Dinkelsbühl – ausgedehnt worden. Melchior ist Ahnherr der älteren vormals protestantische Linie, Walther die der später in Bayern blühenden gräflichen Linie und Peter die der jüngeren freiherrlichen Linie. Melchiors einziger Sohn Johann Melchior war wie sein Vater kaiserlicher Kammergerichts Assessor. Vermutlich haben die Religionsunruhen mögen einen Teil der Familie bewogen, Dinkelsbühl und Deufstetten zu verlassen, denn bereits zu Anfang des 17. Jahrhunderts finden wir Jacob von Drechsel am Hof in Bayreuth. Dort wird er von Markgraf Erdmann August zu wichtigen adeligen Sendungen verwendet.
Er und seine drei Brüder erhielten laut Diplom in Prag am 12. April 1595 von Kaiser Rudolf II. wegen ihrer dem Kayßer Von dem Römisch Reich und kayserlichen Erbkönigreichen und Landen Wieder den Türcken und bei den Kayserlichen Labschirr geleisteten treun und redlichen Dienste für sich und ihre Nachkommen eine Adelsbestätigung. Jacobs Sohn Johann begründete die in Österreich ansässige Linie, er war Hofrat des Markgrafen Christian Ernst von Bayreuth und wurde im Jahre 1641 mit den Rittergütern Weinschlitz und Erbesbühl belehnt. Das Gut blieb nur wenige Jahre in Besitz der Familie.
Nachdem das Gut Oberklingensporn Dreißigjährigen Krieg heimgefallen war, gab Markgraf Christian Ernst am 16. Mai 1637 den Befehl dasselbe zu verkaufen. Am 20. Juni 1637 verkaufte es der Amtmann Hans von Budewels an Johann von Drechsel, damals Hofrat und damaligen Stadtsyndikus in Hof. Sein Bruder Maximilian († 1655) wurde Hofjunker in Mecklenburg und ging dann in schwedische Dienste. Er starb als Cornet in Krakau, was seiner Zeit von den Schweden besetzt war.
Im Jahre 1659 übernahm es Johanns Sohn Johann Georg, welcher dasselbe aber am 14. Oktober 1664 wieder kaufte. Letzterer wurde in der Nacht des 16. Juli 1695 auf seinem Gut Unterklingensporn von einer bewaffneten Bande überfallen und starb bald darauf in Folge der Misshandlungen.
Nach Johanns Tode verzweigte sich abermals diese Linie. Sein Sohn Johann Adam blieb in Bayreuth und wurde Hof- und Justizrat, Assessor des Hofgerichts und des Konsistoriums. Dessen Nachkommen besetzten lange Zeit die Stelle eines Oberamtmanns in Hof und Schauenstein. Der andere Sohn Johanns Christoph von Drechsel heiratete Maria von Oberlanden a. d. H. Kottenau und zog nach Hessen-Darmstadt; dort gründete er eine Linie deren Mitglieder in der Landgrafschaft Hessen-Darmstadt wichtige Hof- und Land-Chargen bekleideten. Zu dieser Linie gehörte auch der Oberjägermeister Wolf Christoph von Drechsel auf Weinschliß und Klingensporn. Er heiratete Maria Wilhelmine von Urff, aus dieser Ehe stammten acht Kinder durch welche wieder mehrere Seitenlinien entstanden. In der Linie Christoph's setzte sein Sohn Rudolf Christoph († 26. März 1766 in Bayreuth) die gerade Stammreihe fort. Er war Besitzer von Schwarzenbach am Wald, brandenburg-kulmbacherscher Geheimer Rat, Ritterlebensrichter sowie Generalmajor der Garde du Corps und Oberamtsmann von Osternobe. Er heiratete Sophia Rosina von Reitzenstein, Tochter des Walter Christoph von Reitzenstein auf Selbitz-Nestelreuth und Hartungs und der Dorothea Katharina von Redwig a. d. H. Weißenbrunn. Deren Sohn Ignaz von Drechsel ging 1715 in österreichische Dienste, wechselte von der evangelischen zur katholischen Kirche und fiel 1736 in der Schlacht bei Parma als Hauptmann im Infanterie-Regiment Graf Virmont. Aus seiner Ehe mit Anna Maria von Gobendorf, Tochter des Konrad Heinrich von Gobendorf auf Görig Blindendorf und der Eva Maria von Sauerzapf a. d. H. Bürgles, entstammen zwei Söhne: Damian Joseph und Jacob Franz. Beide Brüder wurden mit Diplom des Kaisers Franz I. Stephan am 27. September 1763 in Wien in den Reichs und erbländisch österreichischen Freiherrenstand erhoben. Zugleich erhielten sie ein neues Wappen, in welches das bisher von ihnen geführte Stammwappen aufgenommen wurde. Damian Joseph (* 28. Juli 1718; † 1791) war im Siebenjährigen Krieg Oberstlieutenant und Generaladjutant des kommandierenden Generals Herzog Friedrich von Zweibrücken und starb als Feldmarschall-Lieutenant und Inhaber des 3. Infanterie-Regiments und Gouverneur von Mantua. Sein Bruder Jacob Franz (* 22. Juli 1721) wurde Oberstlieutenant. Aus dessen Ehe mit Anna Maria Walpurgis von Tezler (* 28. Januar 1731; † 14. April 1807), Erbtochter des Johann Friedrich Ernst von Tezler auf Leitersdorf und Dehlhütten und der Anna Maria Càcilia von Suchodolsky entspross ein einziges Kind: Anton Johann Friedrich (* 1. November 1752; † 28. April 1817). Dieser zeichnete sich in den Feldzügen von 1788 bis 1790 gegen die Türken und in den späteren Kriegen seiner Zeit aus. Für seine besondere Tapferkeit bei Solo bei Venedig, am 3. August 1796 erhielt er das Ritterkreuz des Maria-Theresia-Ordens. Sein letzter Einsatz war die von ihm als Feldmarschall-Lieutenant am 28. Januar 1814 übernommene Blockade von Belfort, das am 16. April 1814 kapitulierte. Freiherr Anton Johann Friedrich starb 1817 in Wien in Folge seiner vielen schweren Verwundungen. Er war seit 1780 mit Theresia Pollin von Pollini (1765–1850) verheiratet und der Vater des Freiherrn Anton († 21. August 1865).

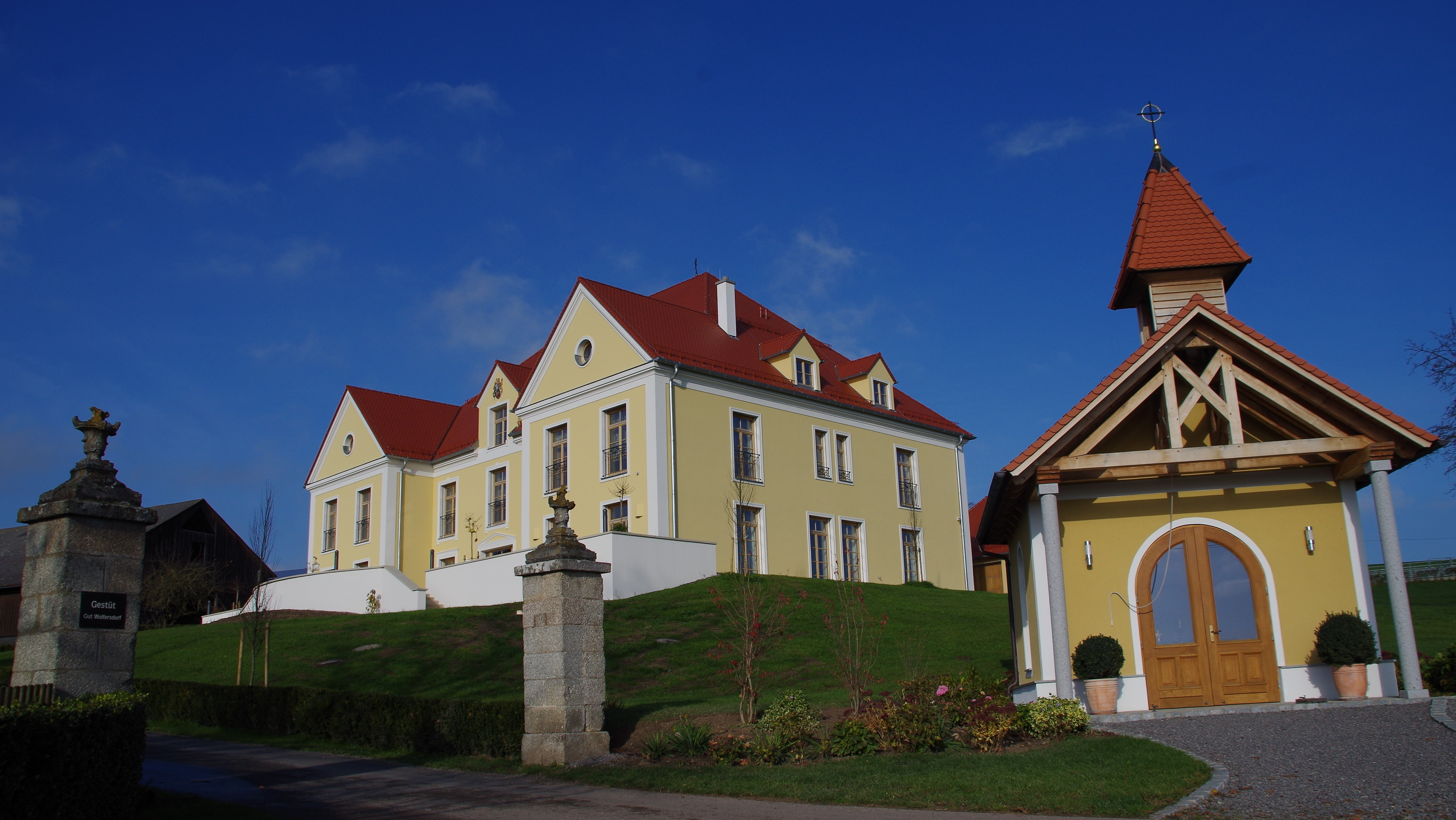
Gut Wolfersdorf mit Kapelle und Toreinfahrt (2014)

Die gräfliche Linie zu Wolfersdorf (Bernhardswald) besteht bis in die Gegenwart.

## Standesgenese
1. Um 1404[3] urkundlich Patriziergeschlecht der Reichsstadt Dinkelsbühl.
2. 1544 Erwerb des Mühlenbucks in Unterdeufstetten.
3. 1556 Reichsadelsstand.
4. 1731 Freiherrenstand.[4]
5. 1812 und 1825 bayerische Anerkennung des Freiherrenstandes.
6. 1817 bayerischer Grafenstand.[5]

## Wappen

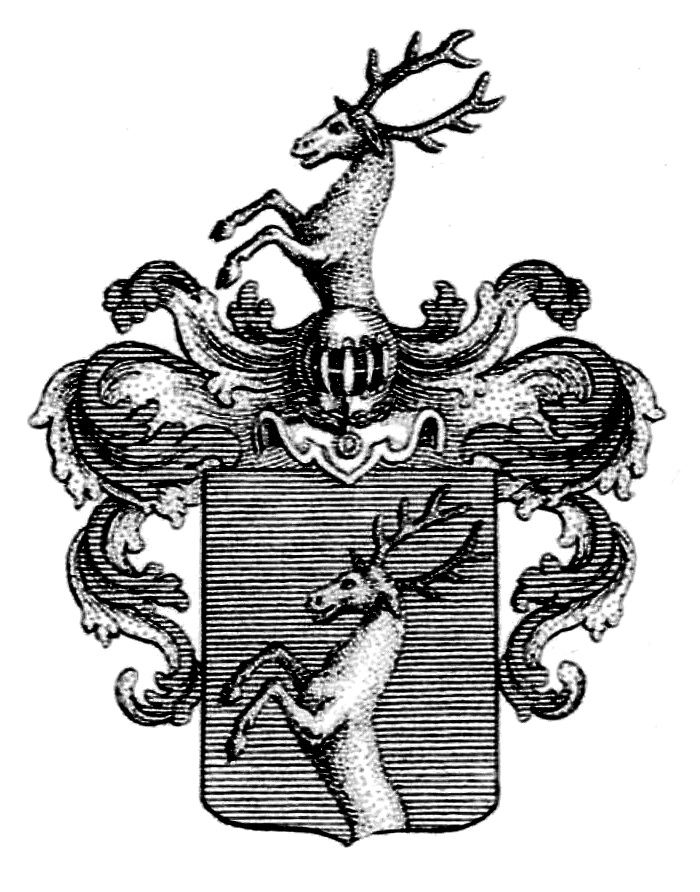
Stammwappen der Drechsel von Teufstetten, Wappenbuch des gesammten Adels des Königreichs Baiern, 1822
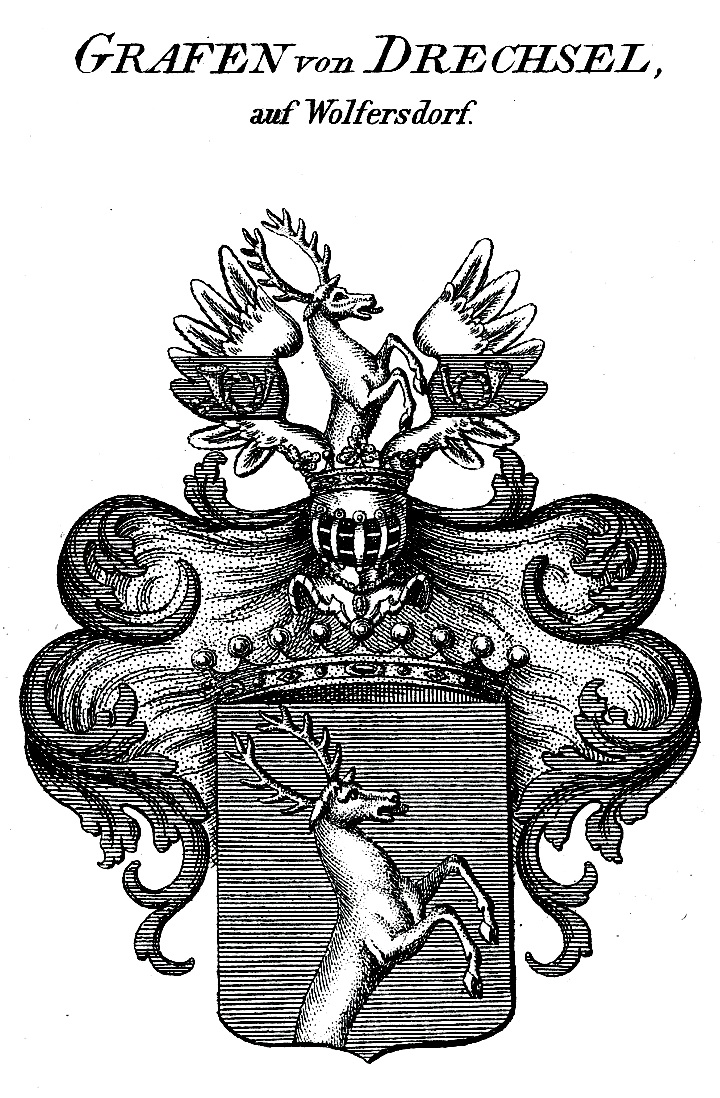
Gemehrtes Wappen der Grafen von Drechsel auf Wolfersdorf; der Hirsch der Helmzier wachsend zwischen einem offenen Flug, der beidseitig je einem Posthorn belegt ist
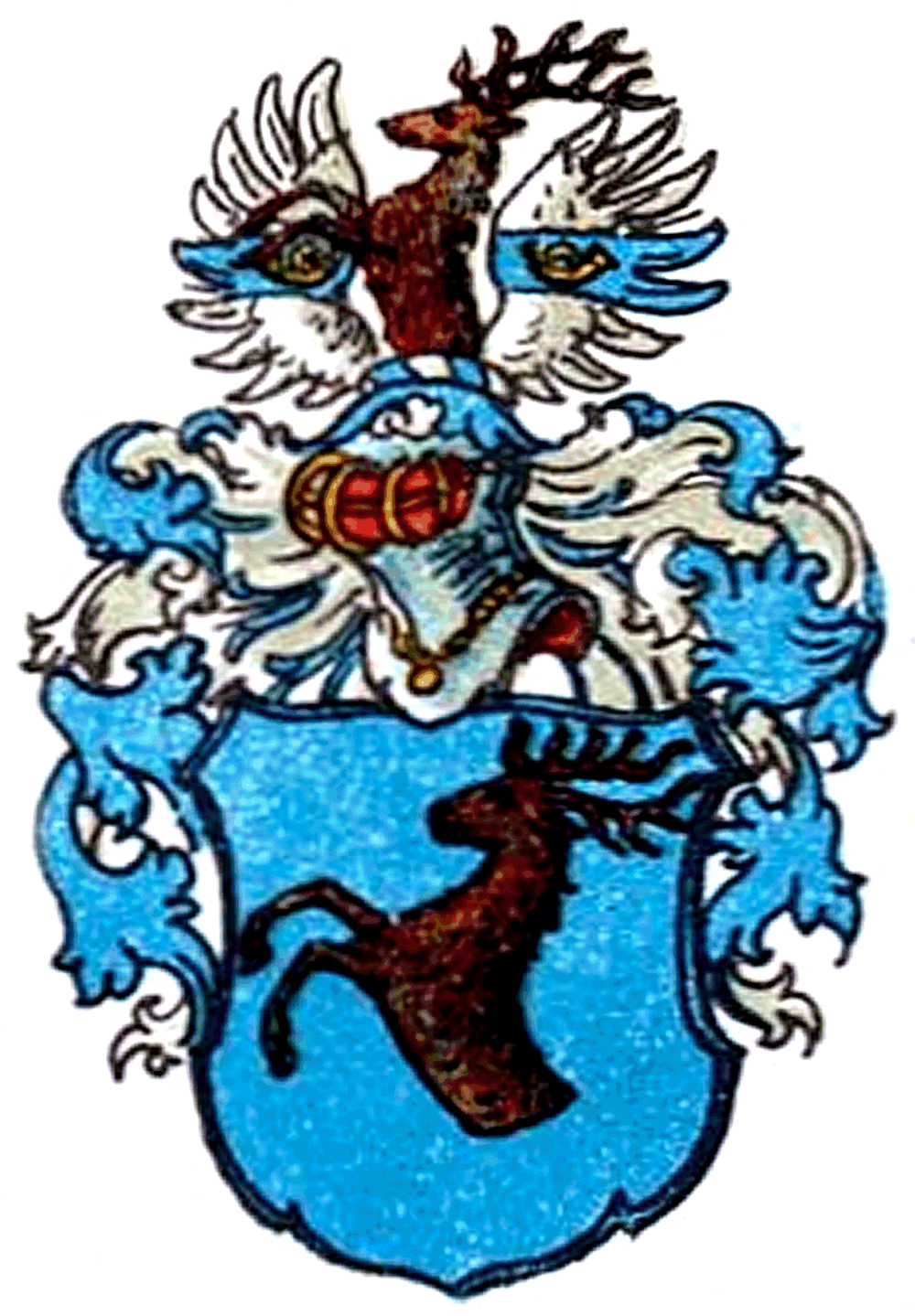
Gemehrtes Wappen der Grafen von Drechsel-Deuffstetten (Bayern), der Hirsch der Helmzier wachsend zwischen einem offenen Flug, der beidseitig je einem Posthorn belegt ist

Das Stammwappen der Drechsel zeigt im blauen Schild die obere Hälfte eines naturfarbenen Hirschen. Auf dem Helm mit blau-goldenen Helmdecken der Hirsch wachsend.

## Besitzungen
Das wohlhabende Patriziergeschlecht der Drechsel besaß nachweislich seit dem 15. Jh. innerhalb und außerhalb der Stadt Dinkelsbühl Häuser und Grundstücke, darunter das Drechsel Haus, den Stammsitz der Familie. Im Lauf zweier Jahrhunderte hatten die Männer wichtige städtische Ämter inne, hinauf bis zu Ratsherren und Bürgermeistern. Peter I. wurde mit dem Titel „von und zu Unterdeufstetten“ geadelt.
Außerhalb der Stadtmauern sind seine Brüder Dr. Melchior Drechsel (ebenso geadelt) als Beisitzer am Reichskammergericht zu Speyer und Dr. Walter Drechsel (ebenso geadelt) als Rat und Kanzler von Pfalz-Neuburg zu nennen. 
Das Herrengut Unterdeufstetten erwarb Bürgermeister Hans Drechsel um 1544. Das dortige Schloss erbaute Peter Drechsel II. um 1600. Da Bürgermeister Hans Drechsel das Haus besaß und seine Söhne darin geboren wurden, kann es gewissermaßen als „Stammhaus der Grafen von Drechsel“ und als „Stammhaus der Freiherren von und zu Unterdeufstetten“ bezeichnet werden. Walter Drechsel war Stammvater der gräflichen, Peter I. Stammvater der freiherrlichen Linie. Die Wappen erinnern an die einstigen Hausbesitzer.

## Angehörige
- Rudolf Christoph von Drechsel († 26. März 1766), Generalmajor der Garde in Bayreuth
- Damian Joseph von Drechsel (* 28. Juli 1718; † 14. Februar 1791), Feldmarschall-Lieutenant
- Friedrich Carl von Drechsel (1740–1827), brit.-hannoverscher General der
- Anton Johann von Drechsel (* 1. November 1752; † 28. April 1817), Feldmarschall-Lieutenant
- Karl Joseph von Drechsel (1778–1838), Ministerialbeamter im Königreich Bayern
- Max Ulrich Graf von Drechsel (1911–1944), Berufsoffizier und Widerstandskämpfer